# Гуданелебі
Гуданелебі (груз. გუდანელები) — село в Грузії.
За даними перепису населення 2014 року в селі проживає 50 осіб.